# Chitlang
Chitlang (nepalski: चित्लाङ) – gaun wikas samiti w środkowej części Nepalu w strefie Narajani w dystrykcie Makwanpur. Według nepalskiego spisu powszechnego z 2001 roku liczył on 1170 gospodarstw domowych i 5830 mieszkańców (3139 kobiet i 2691 mężczyzn).